# 대한민국-스페인 관계
대한민국과 스페인은 1950년 3월 수교하였다. 현재 스페인은 서울에 대사관을, 대한민국은 마드리드에 대사관을 두고 있다. 한국은 마드리드 대사관과 더불어 라스팔마스에 분관을 운영하고 있다. 오늘날까지 두 나라의 관계는 우호적으로 유지되어 왔다. 2019년에는 수교 기념 70주년을 기념하였다.

## 상세

### 문화 관계
스페인은 세르반테스 문화원을, 한국은 한국문화원을 각국에 설치하여 운영 중에 있다.

### 경제 관계
스페인과 한국 모두 선진국으로 분류되는 국가들이다. 양국은 직접적인 무역 협정을 맺지 않았으나, 한EU 자유 무역 협정을 통해서 교역으로 서로 연결되어 있다. 한국과 스페인 간 무역 불균형이 한국에 유리하게 꾸준히 증가하면서 무역 관계 증가는 고르지 않게 일어나고 있다. 스페인의 한국 무역적자는 1997년 4억6000만 유로에 달했고 2005년에는 25억6900만 유로였다. 이러한 무역 적자의 증가세는 1997년 외환위기에서 회복하는 방법으로 1998년 이후 한국 수출이 증가한 것에서 비롯되었다고 보여진다. 그 해 한국 경제는 성장을 외국 시장에 대한 수출 이익으로 의존해왔다. 그 외에도 한국은 대한무역투자진흥공사 마드리드 무역관을 운영하고 있다.

### 군사 관계
두 나라는 국방에 있어서도 협력을 지속하고 있으며, 군사정보보호협정, 상호군수지원협정 등을 체결한 상태이다. 2011년에는 양국은 불용 군수품 교환에 합의하였다. 2018년에 스페인의 제안으로 한국은 스페인과 협상을 통해서 한국의 KT-1 웅비을 수출하고, 스페인 공군의 에어버스 A400M 아틀라스를 사들이는 일종의 스와프딜을 체결하려고 하였으나 별다른 합의를 보이지는 못하였다.

## 같이 보기
- 스페인의 대외 관계
- 대한민국의 대외 관계